# Adam Fahrner
Adam Fahrner (10. října 1873 Cheb – 1945) byl československý politik německé národnosti, odborový předák a meziválečný senátor za Německou národně socialistickou stranu dělnickou (DNSAP), později nezařazený senátor a zakladatel malé odštěpenecké formace Německá dělnická strana (Deutsche Arbeiterpartei).

## Biografie
Působil jako poštovní rada. Byl účetním a ministerským radou u ministerstva obchodu v Praze. Politicky aktivní byl již za Rakouska-Uherska. Už počátkem 20. století patřil mezi přední politiky německých nacionálních socialistů (Německá dělnická strana) v českých zemích a v rámci strany představoval vůdce odborového hnutí. Byl náměstkem předsedy Jednoty státních úředníku německé národnosti v Čechách.
Ve volbách do Říšské rady roku 1911 se stal poslancem Říšské rady (celostátní parlament), kam byl zvolen za okrsek Čechy 104. Usedl do poslanecké frakce Německý národní svaz (Deutscher Nationalverband). V jeho rámci se uvádí jako člen Německé agrární strany. Ve vídeňském parlamentu setrval do zániku monarchie.
Po válce zasedal v letech 1918–1919 jako poslanec Provizorního národního shromáždění Německého Rakouska (Provisorische Nationalversammlung) za Německou nacionální stranu (DnP).
Pak se zapojil do politického života v Československu. Od jejího založení v roce 1918 patřil mezi přední politiky DNSAP. V parlamentních volbách v roce 1920 získal Německou národně socialistickou stranu dělnickou (DNSAP) senátorské křeslo v československém Národním shromáždění. Mandát obhájil v parlamentních volbách v roce 1925. V březnu 1929 oznámil, že vystoupil z DNSAP a po zbytek volebního období zasedal jako nezařazený senátor. Šlo o výsledek frakčního boje mezi starší generací funkcionářů včetně Fahrnera a mladšími aktivisty (například Karl Viererbl). V důsledku roztržky se svou stranou se pak Fahrner pokusil o založení vlastní politické formace Německá dělnická strana (Deutsche Arbeiterpartei), která v parlamentních volbách v roce 1935 kandidovala s dalšími menšími stranami v rámci aliance Sudetoněmecký volební blok, ale pak zanikla.
Od dubna 1939 byl členem NSDAP (místní skupina Praha). Bydlel ve Francouzské ulici 9. Dne 8. května 1945 ho zatkly české milice a byl transportován do internačního tábora v Motole. Od té doby o něm nejsou zprávy.